# Drumlanrig kastély
A Drumlanrig kastély a Queensberry-birtokon található, Skóciában, Dumfries és Galloway területén. Az „A“ kategóriás műemlékvédelem alatt álló kastély a Buccleuch és Queensberry herceg dumfriesshire-i otthona. 2023 szeptemberétől a kastély csak korlátozott időpontokban látogatható. A környéken található gyalogos, túra- és kerékpárutak egész évben használhatók.

## Építés
1984-ben légi felvételek alapján egy nagy római erőd körvonalait fedezték fel, mintegy 320 méterre délkeletre a kastélytól. Az erőd egy részét 2004-ben részlegesen feltárták.
A Drumlanrig nevének első említése 1384-ből származik: Drumlangryg. A név többféle etimológiával magyarázható: jelentheti a cumbriai „drum“ (gerinc) és a „lanerc“ (kis tisztított erdőterület) kombinációját, de az első elem lehet a gael „druim“ (gerinc) is, amely egy cumbriai névhez vagy a skót „lang-rigg“ (hosszú gerinc) kifejezéshez kapcsolódhat
A Douglas család a nithsdale-i földjeiket Bruce adományának köszönhette, a király halála után egy évszázadon belül erős erődöt építtetett. Ez a középkori vár képezi a ma látható kastély alapját.
A kastély építését a XIV. században kezdte meg William Douglas, Drumlanrig 2. grófja. Az ezt követő több száz év során a Douglas klán családjai egyre fontosabb szerepet játszottak a skót történelemben. Amikor Mária skót királynő fia, VI. Jakab 1617-ben felkereste Drumlanriget, a királyi kötelék tovább erősödött. William, Queensberry 3. grófja nagyon hűséges volt II. Károlyhoz, ezért 1684-ben Queensberry 1. hercegévé emelte. A ma látható kastélyt az új státuszának megfelelően építtette.
A Drumlanrig kastély – más néven a „Pink Palace“ (Rózsaszín Kastély) – 1679 és 1689 között épült, jellegzetes rózsaszín homokkőből. Ez a kastély a XVII. századi reneszánsz építészet késői példája. A kastély a régi Douglas-erőd helyén épült, ahonnan rálátni a Nith-völgyre. A kastélyban 120 szoba, 17 bástya és négy torony található. A kastély alaprajza megegyezik a középkori váréval, belső udvar köré épített egyszerű téglalap.
A herceg érdekes módon kezelte az új kastély létrehozásával kapcsolatos csillagászati számlákat, bezárta őket egy dobozba, lezárta a dobozt és megátkozta. Rettenetes figyelmeztetést írt a doboz tetejére: „Az ördög vájja ki annak a szemét, aki belenéz“. A lezárt doboz bontatlan maradt.
Bonnie Prince Charlie – a skót trón követelője – 1745. december 22-én, visszavonulása közben a kastélyban szállt meg.

## Kert
A Drumlanrig kastély kertjeit 1675 és 1697 között alakították ki, Sir William Bruce építész elvei alapján. A kertet kőfalak vették körül, és hat kő pavilon állt benne, mindegyik ólommal borított, homorú tetővel, amelyek illeszkedtek a főépülethez. A vízi elemek között szerepelt egy „hangos óra“.
Amikor 1695-ben a második herceg örökölte a birtokot, egy holland kertészt, Cornelius van Nervent vett fel. 1698-ban nyári ház és vízi létesítmények épültek a kertben. A harmadik herceg David Low-t alkalmazta kertészként 1714-től 1747-ig, irányításával további tájképi elemeket, valamint az egyik első gyeppályát hozták létre. Sir John Clerk of Penicuik tervei alapján vízeséseket építettek 1728 és 1732 között. David Low 1747-es halála után a kertészek száma csökkent, és az új főkertész kevesebb fizetést kapott, mint Low. A kert mérete és szépsége csökkent, 1810-re megszületett a döntés a formális kertek eltávolításáról.
A kastély erdős dombok között egy mérföld hosszú, fákkal szegélyezett sugárúton közelíthető meg. A sugárutat kifejezetten Viktória királynő látogatására hozták létre. Pazar szórakozást terveztek, és ételhegyeket készítettek a királyi látogatásra. A királynő a látogatást az utolsó pillanatban lemondta – a sugárút megmaradt.

## Művészeti gyűjtemény
Az évszázadok során a Drumlanrig tulajdonosai összeolvadtak két másik nemesi skót családdal, a Buccleuch és a Montagu családokkal. Ma a ház lenyűgöző betekintést nyújt e három nemesi család egymásba fonódott vagyonára. Kiváló képzőművészeti gyűjtemény jött létre, beleértve a lenyűgöző, majdnem 200 font súlyú csillárt, bútorokat, porcelánokat és kézimunkákat – köztük az a darab, amelyet állítólag Mária, a skótok királynője készített.
A Drumlanrig kastély a Buccleuch művészeti gyűjtemény egy részének ad otthont, amely tartalmazza Rembrandt „Egy idős asszony olvas“ című festményét és Leonardo da Vinci „Madonna a fonalgombolyítóval“ című művét. 
- A kastély déli oldala (2005)
- A kastély
- A kastély főbejárata a XVIII. század elején
- A kert.
- A kert. Az előtérben, fejjel-lefele, a Douglas címerből a szív fedezhető fel.
- Rembrandt: idős asszony olvas (An Old Woman Reading)
- Leonardo da Vinci: Madonna a fonalgombolyítóval (Madonna of the Yarnwinder)